# Cubaanse vireo
De Cubaanse vireo (Vireo gundlachii) is een zangvogel uit de familie Vireonidae (vireo's). Deze vogel is genoemd naar de Duits-Cubaanse zoöloog Juan Gundlach.

## Verspreiding en leefgebied
Deze soort is endemisch in Cuba en telt vier ondersoorten:
- V. g. magnus: Cayo Cantiles (oostelijk van Isla de la Juventud).
- V. g. sanfelipensis: Cayo Real (Cayos de San Felipe westelijk van Isla de la Juventud).
- V. g. gundlachii: Cuba (behalve het zuidoosten).
- V. g. orientalis: zuidoostelijk Cuba.

## Status
De grootte van de populatie is niet gekwantificeerd maar de soort wordt omschreven als algemeen. Op de Rode lijst van de IUCN heeft deze soort de status niet bedreigd.